# لیدیا باچیچ
لیدیا باچیچ (زبان کرواتی: Lidija Bačić؛ زادهٔ ۴ اوت ۱۹۸۵)، همچنین معروف به لی‌له، خواننده پاپ، مدل پین آپ و بازیگر اهل کرواسی است. باچیچ در سال ۲۰۰۵ پس از کسب رتبه دوم در فصل دوم هرواتسکی آیدل (Hrvatski Idol) به شهرت رسید. بعداً در سال ۲۰۱۰، او اولین آلبوم خود را با نام Majčina ljubav منتشر کرد.
باچیچ با چندین هنرمند موسیقی از جمله ملادن گردوویچ، آلن ویتاسوویچ، زانماری لالیچ و لوکا باسی همکاری داشته‌است.

## زندگی شخصی
باچیچ در ۴ اوت ۱۹۸۵ در اسپلیت، کرواسی به دنیا آمد. او دو خواهر به نام‌های لوسیجا و دورا و یک برادر به نام فرانکو دارد. او در مذهب کاتولیک رومی بزرگ شد.
باچیچ از ده سالگی شروع به اجرا در جشنواره‌ها و مسابقات محلی کرد. او اولین جایزه خود را در جشنواره Dječji در سال ۱۹۹۷ برای نسخه کاور آهنگ Mišo Limić "Zaljubljeni dječak" به دست آورد.

## زندگی حرفه‌ای

### ۲۰۰۱–۲۰۰۴: آغاز
در اوایل سال ۲۰۰۰ باچیچ به گروه پرل پیوست. این گروه نوازنده اصلی باچیچ در فستیوال‌های مختلف بود. در سال ۲۰۰۱ در مسابقه آواز یوروویژن آنها با ترانه"Pokraj bistra izvora" به نمایندگی از کرواسی این کشور را در میان ۲۰ اثری که در رقابت شرکت داشت در جایگاه پانزدهم قرار دادند.

### ۲۰۰۵: هرواتسکی آیدل
باچیچ برای فصل دوم سریال Hrvatski Idol در اسپلیت، کرواسی تست داد.

### ۲۰۱۹–اکنون: دورا ۲۰۱۹
در ۱۷ ژانویه ۲۰۱۹، باچیچ به عنوان یکی از ۱۶ شرکت کننده در Dora 2019، مسابقه ملی کرواسی برای انتخاب شرکت کننده در مسابقه آواز یوروویژن معرفی شد که او و آهنگ "Tek je počelo" در جایگاه یازدهم قرار گرفتند.